# Маргарет, принцесса Великобритании
Принцесса Маргарет, графиня Сноудон (англ. Princess Margaret, Countess of Snowdon, полное имя — Маргарет Роуз; 21 августа 1930 года — 9 февраля 2002 года) — член Британской королевской семьи, младшая дочь короля Георга VI и Елизаветы Боуз-Лайон. Младшая и единственная сестра королевы Елизаветы II.
Маргарет родилась, когда её родители были герцогом и герцогиней Йоркскими, поэтому почти всё своё детство провела с ними и старшей сестрой. Жизнь Маргарет изменилась в 1936 году, когда её отец, Георг VI, вступил на престол после отречения своего брата, Эдуарда VIII. Старшая сестра стала предполагаемым престолонаследником, Маргарет же была второй в очереди на трон. Позиция в линии престолонаследия изменилась в последующие десятки лет, когда у Елизаветы родились дети и внуки. Во время Второй мировой войны сёстры оставались в Виндзорском замке, несмотря на предложение эвакуировать их в Канаду. В годы войны Маргарет была слишком юна, чтобы исполнять официальные обязанности и продолжать получать образование: на момент начала войны ей было девять лет, а к завершению всех военных действий исполнилось пятнадцать.
С начала 50-х годов Маргарет стала одной из самых обсуждаемых персон в мире благодаря своему стильному образу жизни и романтическим отношениям. Так, в СМИ по всему миру широко обсуждались её отношения с Питером Таунсендом, женатым полковником Королевских ВВС. В 1952 году её отец умирает, сестра становится королевой, а Таунсенд разводится с женой, и в начале 1953 года делает Маргарет предложение. Многие в правительстве были убеждены, что он неподходящий кандидат в мужья для 22-летней сестры королевы, и Архиепископ Кентерберийский отказался сочетать Маргарет браком с разведённым мужчиной (в 2002 году Церковь Англии изменила политику в отношении браков с ранее разведёнными людьми, и он был позволен, если бывший супруг одного из брачующихся жив). Три года спустя Маргарет расстаётся с Таунсендом, и в 1960 году выходит замуж за фотографа и кинорежиссёра Энтони Армстронга-Джонса, специально для которого ввели титул графа Сноудона. В браке у них родилось двое детей: Дэвид Армстронг-Джонс и Сара Армстронг-Джонс. Пара развелась в 1978 году, повторно Маргарет замужем не была.
Маргарет была неоднозначным членом королевской семьи Великобритании. Её развод вызвал негативную реакцию общественности, а личная жизнь на протяжении многих лет становилась предметом спекуляции со стороны СМИ и наблюдателей за королевской семьёй. Её здоровье стремительно ухудшалось последние двадцать лет жизни. Маргарет злоупотребляла курением большую часть своей жизни, и в 1985 году перенесла операцию на лёгких, а в 1993 году переболела пневмонией. С 1998 по 2001 годы Маргарет перенесла три инсульта, и умерла после четвёртого 9 февраля 2002 года.

## Биография

### Ранние годы
Принцесса Маргарет родилась 21 августа 1930 года в 21:22 в Замке Глэмис в Шотландии, фамильном доме матери, и в кругу королевской семьи её называли Марго. Она была первым членом королевской семьи по прямой линии престолонаследия, рождённой в Шотландии впервые за последние 300 лет. Акушером был сэр Генри Симсон, который ранее уже принимал роды Елизаветы Боуз-Лайон в 1926 году, когда родилась старшая сестра Маргарет, Елизавета. Министр внутренних дел Великобритании Джон Роберт Клайнс присутствовал для подтверждения рождения принцессы. Получение свидетельства о рождении было отложено на несколько дней, поскольку семья не хотела, чтобы в метрической книге Маргарет была записана под № 13. Крещение состоялось в часовне Букингемского дворца 30 октября, его проводил Архиепископ Кентерберийский Космо Гордон Лэнг. Её крёстными родителями стали Эдуард VIII, Ингрид Шведская (будущая королева Дании), Виктория Великобританская, Роуз Левенсон-Гауэр (старшая сестра Елизаветы Боуз-Лайон) и Дэвид Боуз-Лайон (младший брат Елизаветы Боуз-Лайон).
На момент рождения Маргарет была четвёртой в линии престолонаследия. Её отец был герцогом Йоркским (позднее королём Георгом VI), сыном короля Георга V и королевы Марии. Её мать была герцогиней Йоркской (позднее Елизаветой, королевой-матерью), самой младшей дочерью 14-го графа Стратмора и Кингхорна Клода Джорджа Боуз-Лайона и графини Стратмора и Кингхорна Сесилии Нины Кавендиш-Бентинк. Герцогиня Йоркская планировала назвать младшую дочь Анной Маргарет, объяснив в письме королеве Марии, что «Анна Йоркская звучит красиво, и Анна и Елизавета так хорошо сочетаются вместе», но королю Георгу V имя не нравилось, поэтому он согласился на альтернативу, и девочку назвали Маргарет Роуз.
Ранние годы жизни Маргарет проводила таунхаусе № 145 по улице Пикадилли в Лондоне, также была в резиденции Роял Лодж в Виндзоре. Для публики Йоркские были идеальной семейной четой, однако всё омрачалось необоснованными слухами о глухонемоте Маргарет, которые не были развеяны вплоть до 1934 года, когда она появилась на свадьбе своего дяди, принца Джорджа.
Обучением Маргарет, как и её сестры Елизаветы, занималась шотландская гувернантка Мэрион Кроуфорд. Британский журналист Рэндольф Черчилль писал, что «образование дочерей курировала их мать, убеждённая в том, что они всего лишь должны быть воспитанными юными леди»; когда королева Мария указывала на важность образования, герцогиня Йоркская всегда отвечала, что у неё и сестёр «была лишь гувернантка, и все мы хорошо вышли замуж — одна из нас даже очень хорошо». Позднее Маргарет критиковала мать за своё ограниченное образование, и сама герцогиня Йоркская, уже будучи королевой, сожалела, что не отдала дочерей в обычную школу. Сэр Джеймс Мэтью Барри, автор произведений о Питере Пэне, читал сёстрам детские рассказы, пока они были маленькими.
Дедушка Маргарет, король Георг V, умер в январе 1936 года, и её дядя взошёл на престол как король Эдуард VIII. Менее чем через год, 10 декабря, когда Великобритания переживала сильнейший конституционный кризис, Эдуард VIII отрёкся от престола, чтобы жениться на дважды разведённой американке Уоллис Симпсон (позднее герцогине Виндзорской), но ни церковь, ни Доминион не принимали бы этот брак и Симпсон в качестве королевы. Герцог Йоркский стал королём Георгом VI, и Маргарет получила титул Принцессы для обозначения своего статуса дочери суверена. Семья переехала в Букингемский дворец, и окна комнаты Маргарет выходили на улицу Мэлл.
В 1937 году Маргарет присоединяется к организации девочек-скаутов в младшую группу под названием «Brownies», позже она стала морским рейнджером. С 1965 года и до самой своей смерти Маргарет была президентом Ассоциации девушек-гидов Великобритании.
В начале Второй мировой войны Маргарет и её сестра находились в шотландском поместье Биркхолл (Замок Балморал), где оставались вплоть до Рождества 1939 года; зима была настолько холодной, что за ночь питьевая вода в графинах замерзала. Они отметили Рождество в Сандрингемском дворце до переезда в Виндзорский замок. Дуглас Хогг, 1-й виконт Хелшейм, написал Уинстону Черчиллю о предложении эвакуировать принцесс в Канаду, на что их Елизавета, королева-мать, ответила следующее: «Дети без меня не поедут. Я не уеду без короля, а король никогда не уедет». В Виндзорском замке принцессы показывали пантомимы для фонда, закупающего шерсть для пошива одежды военных. В 1940 году принцесса Елизавета впервые вела эфир «Детский час» на радио BBC, где также принимала участие и Маргарет, пожелав всем спокойной ночи.
В отличие от остальных членов королевской семьи, во время войны от Маргарет никто не ожидал исполнения официальных обязанностей в силу юного возраста, поэтому она занималась творческой деятельностью. Современники считают, что Маргарет была избалована собственными родителями, которые позволяли ей слишком много вольностей; в частности, будучи любимицей отца, Маргарет было дозволено оставаться на ужин, несмотря на неподходящий для этого возраст.
Современники также часто сравнивают Елизавету и Маргарет, утверждая, что последняя могла легко стать центром внимания благодаря своему чувству юмора, и Елизавета никогда не запрещала ей делать этого. Георг VI называл Елизавету своей гордостью (англ. pride), а Маргарет радостью (англ. joy) из-за различия в их характерах по мере взросления в королевской семье.

### Послевоенные годы
В честь окончания Второй мировой войны королевская семья и премьер-министр Великобритании, Уинстон Черчилль, появились на балконе Букингемского дворца, и уже после Елизавета и Маргарет покинули дворец по разрешению отца и отправились к толпе инкогнито, скандируя: «Мы хотим короля, мы хотим королеву!». 15 апреля 1946 года Маргарет совершила конфирмацию в Церковь Англии. 1 февраля 1947 года королевская чета отправилась в деловую поездку в Южную Африку, это был первый заграничный тур Маргарет, в котором, по её словам, она «запомнила каждую минуту». Сопровождающим Маргарет был Питер Таунсенд, шталмейстер Георга VI, который был очень твёрд по отношению к ней, считая избалованным ребёнком. 20 ноября того же года принцесса стала подружкой невесты на свадьбе Елизаветы и Филиппа Маунтбеттена. В последующие три года позиция Маргарет в линии престолонаследия изменится из-за её племянников, Чарльза и Анны, рождённых в браке Елизаветы и Филиппа. В 1950 году бывшая гувернантка королевской семьи, Мэрион Кроуфорд, опубликовала книгу «Маленькие принцессы», рассказывающую о детстве Елизаветы и Маргарет.

#### «Клуб Маргарет»
Незадолго до свадьбы принцессы Елизаветы британская пресса начала проявлять интерес к «нетрадиционной» Маргарет и её остроумному и жизнерадостному образу. Будучи молодой девушкой с 18-дюймовой талией (примерно 45 сантиметров) и «ярко-голубыми глазами», ей нравилось внимание и нравилось общаться с известными людьми. В частности, Маргарет некоторое время близко общалась с Шарман Дуглас, дочерью американского политика Льюиса Дугласа. Маргарет часто посещала светские вечера, балы и ночные клубы с определённым кругом друзей, который впоследствии стали называть «Клубом Маргарет» (англ. The Margaret Set).
В 1948 году в прессе появилась информация, что на 18-летие принцессы будет анонсирована её помолвка с Джоном Джорджом Вандербильт Генри Спенсером-Черчиллем, 11-м герцогом Мальборо. Подобные слухи также распространялись на Уильяма Уорда, 3-го графа Дадли, и Билли Уоллеса. Дэнни Кей также был знаком с принцессой и принят в близкий круг друзей королевской семьи. В июле 1949 года в резиденции американских послов США в Великобритании Винфилд Хаус прошёл костюмированный бал, где Маргарет станцевала канкан, принцесса обучалась танцу у Шарман Дуглас, а не у Дэнни Кея, как предполагали журналисты. Во время частного визита в Париж в 1951 году Маргарет была замечена в компании Николы, принца Югославии, вместе они посещали ночной клуб, куда пытался пробраться местный папарацци.
С 1952 года «клуб Маргарет» видели вместе уже не так часто, несмотря на то что принцесса продолжала посещать балы, публичные мероприятия и клубы. В мае 1953 года она познакомилась с певцом Эдди Фишером. Они поссорились в 1957 году, однако годы спустя дочь певца, Кэрри Фишер заявила, что, скорее всего, между её отцом и принцессой действительно был роман. В июне 1954 года «клуб Маргарет» показал пьесу Эдгара Уоллеса «Лягушка», постановщиком которой была лучшая подруга принцессы, американский фотограф Милтон Гендель. До конца 50-х годов принцесса оставалась незамужней.

#### Слухи об отношениях в британских СМИ
Британская пресса любила постоянно обсуждать личную жизнь принцессы, называя её «самой завидной невестой в мире», и приписывая романы как минимум с тридцатью разными мужчинами. Согласно многочисленным слухам, Маргарет состояла в отношениях с Дэвидом Маунтбеттеном (двоюродный брат принца Филиппа, мужа Елизаветы II), Михай I (король Румынии), Виктором Гилбертом Ларистон Гарнет-Эллиот Мюрреем-Кайнинмаундом (представитель британской знати), Колином Теннантом (британский аристократ), Генрихом Гессен-Кассельским (немецкий художник) и Джоном Тёрнером (премьер-министр Канады). Среди потенциальных женихов принцессы рассматривались сыновья графов, Блэндфорд и Джон Скотт, 9-й герцог Баклю; королевская семья была заинтересована в том, чтобы Маргарет вышла замуж за последнего, но её это не интересовало. В августе 1951 года, во время вечеринки по случаю 21-летия Маргарет в Балморале, фотографы были разочарованы процессом съёмки только королевской семьи и Питера Таунсенда. В следующем месяце её отец перенёс операцию из-за рака лёгких, и на время его недееспособности она стала государственным советником. 6 февраля 1952 года Георг VI скончался, и Маргарет также перестала быть государственным советником.

## Отношения с Питером Таунсендом

### 1944—1954: Знакомство и помолвка
Принцесса Маргарет и Питер Таунсенд, новый шталмейстер, познакомились в 1944 году, когда Таундсенд впервые прибыл в Букингемский дворец; тогда Елизавета сказала сестре, на тот момент 13-летней, что Питер женат. Георг VI и Елизавета Боуз-Лайон были довольны работой Таунсенда, и король, возможно, был осведомлён об увлечении Маргарет нетитулованным шталмейстером, потому что видел, как неохотно он выполнял приказ принцессы поднять её по лестнице после вечеринки во дворце.
Таундсенда так часто видели рядом с Маргарет, что стали принимать за её ухажёра. Начало их отношений точно неизвестно, но принцесса говорила друзьям, что влюбилась в шталмейстера ещё в 1947 году, во время деловой поездки в Южную Африку, где они много времени катались на лошадях. Биограф принцессы, Крэйг Браун, говорит, что Таундсенд попросил выделить ему комнату рядом со спальней Маргарет во время её поездки в Белфаст в октябре 1947 года. В ноябре 1948 года они вместе посетили коронацию Юлианы, королевы Нидерландов. Годами позднее Таунсенд говорил, что между ними действительно была симпатия, но они никогда не признавались в этом друг другу. Вскоре он узнал, что его жена Розмари была вовлечена во внебрачную связь. Шутки про близость Таунсенда и принцессы сошли на нет вплоть до середины 50-х годов, пока его брак окончательно не распался.
С весны 1951 года романтическое влечение между Маргарет и Питером становилось всё более очевидным. Все лакеи были в курсе, что пара ходила на пикники в Балморале, и для общественности это не было чем-то удивительным, потому что Таунсенд очень много времени проводил с королевской семьёй. Питер влюбился в Маргарет после случая в Балморале в августе, когда она разбудила его после пикника, и король, с большой вероятностью, уже знал о характере их взаимоотношений, потому что наблюдал за происходящим. Месяцем ранее в британскую прессу попала информация о разводе Таунсенда со своей женой.
В феврале 1952 года, после смерти отца Маргарет была настолько убита горем, что врач прописал ей специальные лекарства, чтобы ночью она смогла нормально спать. Принцесса вернулась к посещению мероприятий со своей семьёй в апреле, а в июне, когда закончился официальный траур, вновь стала исполнять обязанности, как член королевской семьи. В мае 1953 года Маргарет вместе с матерью переехала из Букингемского дворца в Кларенс-хаус, а Елизавета вместе с мужем и детьми наоборот перебрались во дворец, незадолго до её коронации. В Кларенс-хаусе Маргарет могла позволить себе больше приватности, в том числе и для того, чтобы проводить время с Питером.
Точная дата помолвки Маргарет и Таунсенда неизвестна, источники утверждают, что это произошло либо перед Рождеством в 1952 году, либо в феврале или апреле 1953 года. Таунсенд был на 15 лет старше принцессы и у него было двое сыновей от предыдущего брака. Согласно Закону о королевских браках 1772 года, Елизавета должна была дать согласие на брак сестры, если та собиралась выйти замуж до двадцати
пяти лет. Дать его она не могла, поскольку была главой Церкви, выступавшей против свадьбы. Церковь Англии отказалась освящать браки разведённых после кризиса отречения Эдуарда VIII в 1936 году. Елизавете было необходимо совершить полугодовое турне по странам Содружества, и она попросила Маргарет подождать и сохранить её отношения с Питером втайне до коронации. Королева попросила дать срок до 1955 года, когда Маргарет исполнится 25 лет и ей не нужно будет одобрение сестры на брак с Таунсендом; было принято решение разлучить их, чтобы успокоить британскую прессу и общественность в Лондоне, и 15 июля 1953 года Питера отправили в Брюссель в качестве военного атташе, а Маргарет вернулась из деловой поездки в Родезию лишь 30 июля; были предположения, что Елизавета готова была обеспечить паре несколько дней вместе до отъезда Питера, но этого так и не произошло.

### 1955: Возвращение Таунсенда из Брюсселя и расставание
21 августа 1955 года Маргарет исполнилось 25 лет, и все ждали скорого объявления о свадьбе с Питером. 12 октября Таунсенд возвращается из Брюсселя в качестве возлюбленного принцессы, и к тому моменту королевская семья разработала план, согласно которому он не будет посещать никаких публичных мероприятий, поэтому формальные ухаживания друг с другом афишировались лишь на небольших вечеринках в кругу друзей. Общественность Великобритании горячо поддерживала пару и с нетерпением ждала церемонии бракосочетания.
Причины несостоявшейся свадьбы неясны. Маргарет могла быть не уверена в своём желании, в письме Энтони Идену, премьер-министру, в августе она писала, что «лишь видя его таким, я могу чётко решить, могу я выйти за него замуж, или нет». Официальный биограф принцессы, Кристофер Уорвик, говорил, что письмо было доказательством не такой сильной любви к Таунсенду, в какую верила общественность, и Маргарет хотела, чтобы о её сомнениях знали лишь Елизавета и премьер-министр. Возможно, Маргарет ещё 12 октября сообщила Питеру, что позиция правительства и её семьи касательно свадьбы не изменилась, либо ни они, ни королева не понимали до этого момента, каким трудным Закон о королевских браках 1772 года делал этот потенциальный брак без разрешения монарха. Согласно архивным документам, Елизавета обсуждала внесение поправок в Закон о королевских браках с Иденом (который сам был разведённым и женился повторно), чтобы Маргарет смогла выйти за Питера замуж и королева обеспечивала бы её содержание, а будущие наследники, как и сама принцесса, отреклись бы от престола. В своей автобиографии Таунсенд писал: «Принцесса Маргарет могла бы выйти за меня только в том случае, если бы была готова пожертвовать всем: своим положением, престижем и личным кошельком. Я знал это, просто не мог уравновесить всё то, что она потеряла бы». 28 октября, по окончательно утверждённому плану, Маргарет должна была объявить, что выходит замуж и отказывается от престола. Елизавета собиралась консультироваться с правительством Великобритании и Содружества, чтобы они внесли правки в Закон 1772 года, потому что он «не соответствует современным условиям». Было подсчитано, что 75 % британцев одобрили бы этот брак.
Решение отменить свадьбу было принято 24 октября, и всю неделю Маргарет готовилась к заявлению, которое должна была сделать 31 октября. Неясно, что сказали ей в правительстве, но в начале 80-х годов она всё ещё спорила с биографами, рассказывая, что ей и Питеру дали ложную надежду, и если бы ей сказали раньше, она бы разорвала отношения ранее.
31 октября Маргарет выпустила официальное заявление:

Я бы хотела объявить, что приняла решение не выходить замуж за капитана авиационной группы Таунсенда. Я отдавала себе отчёт в том, что если я откажусь от своих прав на престол, то смогу сочетаться гражданским браком, но, вспоминая об учении Церкви о неразрывности христианского брака, а также о моём долге перед Содружеством, я решила поставить эти обстоятельства выше остальных. Я приняла это решение самостоятельно, и при этом меня укрепили неизменная поддержка и преданность капитана Таунсенда.
В октябре 1993 года друг Маргарет рассказал, что она виделась с Таунсендом, и это стало их последней встречей перед его смертью в 1995 году. В 1992 году принцесса не хотела идти на встречу выпускников, на которую они оба были приглашены, чтобы не быть замеченной СМИ в его компании, поэтому попросила о личной встрече; Маргарет говорила, что он «выглядит точно также, как и раньше, за исключением седых волос», и они весь вечер общались, как старые друзья.

## Брак с Энтони Армстронг-Джонсоном

### 1958—1969: Знакомство и помолвка
Билли Уоллес, представитель британской знати, на протяжении нескольких лет общался с Маргарет и многократно делал ей предложение, когда она, наконец, дала согласие в 1956 году. Помолвка была разорвана ещё до официального объявления, потому что Уоллес рассказал об отношениях с принцессой, пока был на Багамских Островах: «У меня был шанс, но я упустил его своим длинным языком»; Маргарет впервые подтвердила факт их помолвки лишь в 1977 году.
Маргарет познакомилась с фотографом Энтони Армстронг-Джонсоном на званом ужине в 1958 году. О помолвке было объявлено в октябре 1959 года, а свадьба состоялась 6 мая 1960 года, став первой королевской свадьбой в истории, транслировавшейся по телевидению. У Маргарет было восемь подружек невесты, а главной среди них была принцесса Анна, её племянница. По традиции пара вышла на балкон Букингемского дворца, чтобы поприветствовать публику. В качестве медового месяца они отправились в шестинедельный круиз на королевской яхте Britannia. В 1961 году ради Энтони был создан титул графа Сноудона. В браке родилось двое детей: Дэвид Армстронг-Джонс, 2-й граф Сноудон и Леди Сара Фрэнсис Элизабет Чатто.
Обе стороны в браке регулярно состояли в отношениях с кем-то на стороне. У Энтони было несколько романов, включая Энн Хиллс и леди Жаклин Руфус-Айзек (дочь 3-го маркиза Рейдинга). Маргарет впервые вступила во внебрачную связь в 1966 году с Энтони Брантоном, крёстным отцом своей дочери. У неё также был роман с Робином Дуглас-Хоумом, племянником бывшего премьер-министра Алека Дуглас-Хоума; Робин, страдающий от большого депрессивного расстройства, покончил с собой через 18 месяцев после их расставания. Принцессе бездоказательно приписывали романы с Миком Джаггером, Питером Селлерсом и Китом Миллером. В биографии Дэвида Невена, опубликованной в 2009 году, его жена и один из друзей говорят, что у актёра была близкая связь с Маргарет, которая была на двадцать лет младше. В 1975 году принцессу включили в список женщин, у которых была интимная связь с Уорреном Битти. Актёр Джон Биндон, отсидевший срок в тюрьме, продал свой рассказ изданию Daily Mirror, где рассказал о личных отношениях с Маргарет.
Помимо постоянных измен, брак Маргарет и Энтони был наполнен алкоголем, наркотиками и странным поведением обоих. Например, Энтони мог составить список вещей, которые ненавидит в своей жене, и он оставлял их между страниц прочитанных принцессой книг, одна из таких записок гласила: «Ты похожа на еврейскую маникюрщицу и я ненавижу тебя».

### 1970—1978: Отношения с Родди Ллевеллином и развод
К началу 70-х годов Сноудоны значительно отдалились друг от друга, и Маргарет познакомили с Родди Ллевеллином, который был на 17 лет младше. Их знакомство послужило началом многолетнего романа. Однажды, когда Родди уехал на отдых в Турцию, Маргарет была настолько эмоционально опустошена, что у неё произошла передозировка снотворными: «Я была так измотана из-за всего, что мне хотелось просто спать». Когда она пришла в себя, фрейлины старались не подпускать к ней супруга, чтобы ещё сильнее не расстроить её.
В феврале 1976 года были опубликованы фотографии Маргарет и Ллевеллина с отдыха на частном острове Мюстик, и 19 марта стало известно, что Сноудоны приняли решение расстаться. Фотографии и последующее расставание Сноудонов вызвали общественный резонанс, и некоторые политики предложили убрать Маргарет из цивильного листа. 11 июля 1978 года бракоразводный процесс был завершён. Двумя месяцами ранее, в мае, Маргарет госпитализировали с гастроэнтеритом и алкогольным гепатитом, при этом явный алкоголизм принцессы отрицался. Несмотря на развод, который стал первым в королевской семье со времён Виктории Фёдоровны в 1901 году, Маргарет и Энтони остались близкими друзьями, и Сноудон продолжал делать снимки для всей королевской семьи.

## Публичная жизнь
Первым публичным мероприятием Маргарет был спуск на воду корабля Edinburgh Castle в Белфасте в 1947 году. Первой её заграничной поездкой стал королевский тур в Южную Африку в том же году. В 1955 году на судне Britannia она отправляется в тур по британским колониям Карибского моря, включая Тринидад и Тобаго, и её поездка производит настоящий фурор в Западной Индии, и песни в жанре калипсо были посвящены ей. В 1962 году принцесса представляла королевскую семью на объявлении независимости Ямайки. 1 октября 1978 года Маргарет должна была приехать в Тувалу, однако поездку пришлось отменить из-за подозрения у принцессы вирусной пневмонии. 3 ноября того же года состоялась поездка в Доминику. В 1980 году Маргарет посетила Филиппины, в 1981 году — Эсватини, а в 1987 году — Китай.

## Болезнь и смерть
Последние годы жизни Маргарет были обременены болезнями и инвалидностью. Она начала курить ещё в подростковом возрасте, и продолжала злоупотреблять курением на протяжении почти всей жизни. В 70-е Маргарет перенесла серьёзный нервный срыв и лечилась от депрессии. Позже она страдала из-за постоянной мигрени, а также ларингита и бронхита. 5 января 1985 года ей удалили часть лёгкого. В 1991 году Маргарет бросила курить, но продолжала злоупотреблять алкоголем.
В январе 1993 года Маргарет была госпитализирована в больницу с пневмонией. 23 февраля 1998 года у неё случилась транзиторная ишемическая атака на острове Мюстик. В начале 1999 года она обожгла ногу в ванной, в результате чего передвигалась в инвалидном кресле. 10 января 2001 года принцесса вновь была госпитализирована в больницу из-за потери аппетита и проблем с глотанием после очередного инсульта. К марту того же года из-за инсультов у неё были проблемы со зрением и паралич левой стороны тела. В августе она появилась на праздновании 101-летии матери, а празднование 100-летнего юбилея Алисы, герцогини Глостерской, стало её последним появлением.
8 февраля Маргарет перенесла последний, четвёртый инсульт, за которым последовали проблемы с сердцем. Сестра королевы скончалась 9 февраля 2002 года в 6:30 утра в больнице короля Эдуарда VII в Лондоне в возрасте 71 года, через три дня после 50-летней годовщины смерти отца. В тот же день её старший племянник, принц Чарльз, почтил её память во время обращения по телевидению. Похороны состоялись 15 февраля, в день 50-летней годовщины похорон отца; церемония была лишь для семьи и друзей в Капелле Святого Георгия в Виндзорском замке. В отличие от большинства членов королевской семьи, тело Маргарет было кремировано в Слау, прах был помещён в Мемориальную часовню короля Георга VI.

## Награды
- CI: Компаньон ордена Короны Индии, 12 июня 1947[145]
- GCVO: Дама Большого Креста Королевского Викторианского ордена, 1953
- GCStJ: Дама Большого Креста ордена св. Иоанна Иерусалимского, 1956
- Королевская Викторианская цепь, 1990
- Королевский семейный орден короля Георга V
- Королевский семейный орден короля Георга VI
- Королевский семейный орден королевы Елизаветы II

### Иностранные награды
- Большой крест ордена Нидерландского льва 1948
- Орден Бриллиантовой Звезды Занзибара 1 класса 1956
- Большой крест ордена Короны (Бельгия, 1960)
- Order of the Crown, Lion and Spear of Toro Kingdom (Уганда, 1965)
- Орден Драгоценной короны 1 класса (Япония, 1971)

## Киновоплощения
- Кэти МакГрат — «Королева» (Великобритания, 2009).
- Бел Паули — «Лондонские каникулы» (Великобритания, 2015).
- Гарриет Уолтер — «Патрик Мелроуз» (США, Великобритания, 2018).
- Ванесса Кирби (1-2 сезоны), Хелена Бонем Картер (3-4 сезоны), Лесли Мэнвилл (5-6 сезоны) — «Корона» (США, Великобритания, 2016—2023).
- Рамона Маркес — «Король говорит!» (Великобритания, Австралия, 2010).